# Justitia mauritiana
Justitia mauritiana är en kräftdjursart som först beskrevs av Edward John Miers 1882.
Justitia mauritiana ingår i släktet Justitia och familjen Palinuridae. Inga underarter finns listade i Catalogue of Life.